# Nadja Storz
Nadja Storz (* 1984 in Erfurt) ist eine deutsche Journalistin und Moderatorin.
Nach Besuch des evangelischen Ratsgymnasiums Erfurt studierte sie Kommunikations- und Medienwissenschaften an der Universität Leipzig. Nebenbei war sie als Journalistin beim studentischen Lokalradio Mephisto 97.6 tätig. Es folgte 2007 ein Redaktionsvolontariat beim MDR. Nach einer Zwischenstation bei einem Berliner Radio-Sender kehrte Nadja Storz nach Leipzig zurück und ist seitdem hauptsächlich für MDR Aktuell tätig. Von 2020 bis 2022 war sie Moderatorin der Sendereihe Nah dran des MDR, seit 2023 ist sie als Nachrichtensprecherin bei MDR Aktuell tätig. Storz ist verheiratet und hat zwei Kinder.

## Filme
- Nenn mich nicht Verlierer – Ein Wochenende im Jungscamp (Drehbuch und Regie), MDR 2008